# Радунські озера
Радунські озера — група льодовикових стрічкових озер у Кашубському поозер'ї Картузького повіту (Поморське воєводство), розташовані на території Кашубського ландшафтного парку. Радунські озера займають площу глибокої пост-льодовикової тунельної долини, через яку протікає річка Радуня. У широкому аспекті під цією назвою мають на увазі  всі озера «Радунського колеса», у вужчому, а тільки  два найбільші озера: Нижнє Радунське і Верхнє Радунське, які перемежовуються Кашубською Брамою. Басейн Радунських озер разом із навколишніми Шимбарськими пагорбами часто називають Кашубською Швейцарією.